# Литтелл, Джонатан
Джо́натан Литте́лл (англ. Jonathan Littell, род. 10 октября 1967[…], Нью-Йорк, Нью-Йорк) — американский и французский писатель.
После получения степени бакалавра он в течение девяти лет работал в гуманитарной организации, а в 2001 году оставил работу, чтобы сосредоточиться на литературе. Его первый роман на французском языке, «Благоволительницы», в 2006 году получил две крупные французские премии — Гонкуровскую премию и Большую премию Французской академии.

## Биография
Еврейские предки писателя по фамилии Лидские эмигрировали из России в США в конце XIX века. Отец — американский журналист «Ньюсуика» и прозаик, автор популярных шпионских романов Роберт Литтелл (род. 1935).
В трёхлетнем возрасте Джонатан был привезён во Францию, учился во Франции и США, в 1989 году он закончил Йельский университет. Тогда же Литтелл опубликовал научно-фантастический роман Bad Voltage, о котором он впоследствии отзывался как о своей неудаче. Позже он познакомился с Уильямом Берроузом, который оказал на него глубокое влияние. Литтелл переводил на английский язык де Сада, Бланшо, Жене и Киньяра.
С 1994 по 2001 год Литтелл работал в международной гуманитарной организации «Action Against Hunger» («Действие против голода») в Боснии и Герцеговине, России, ДР Конго, Сьерра-Леоне и Афганистане. Работал в тюрьмах в различных регионах России включая Дальний Восток. Во время Первой чеченской войны переехал на Северный Кавказ, провёл порядка полугода в Грозном. Во время Второй чеченской войны около 15 месяцев жил в Ингушетии, оттуда ездил в Чечню. Владеет русским языком.
В 2001 году Литтелл уволился из Action Against Hunger, чтобы работать над романом о Второй мировой войне и Холокосте. Восемнадцать месяцев он изучал литературу и путешествовал по Германии и России. Роман «Благоволительницы», написанный на французском языке от лица офицера СС, был издан в 2006 году и стал бестселлером.
В 2007 году Литтелл получил гражданство Франции. Живёт в Барселоне.
В 2009 году писатель совершил поездку в Чечню, по результатам которой была написана книга «Чечня. Год третий». В ней автор исследовал режим, созданный в республике Рамзаном Кадыровым. В Чечне Литтелл был легко ранен при нападении. Телеканал НТВ сообщал, что ему отрезали ухо, но по его собственным заявлениям травма заключалась в порезе лица.
В январе 2012 года Литтелл нелегально посетил сирийский город Хомс, в котором шли бои между армейскими силами и повстанцами. Во время поездки Литтелл вёл дневник, в том же году изданный под названием «Хомские тетради».
В 2016 году Литтелл стал режиссёром документального фильма «Неправильные элементы» о действовавшей в Уганде повстанческой группировке Господня армия сопротивления, печально известной массовым вовлечением детей в боевые действия и преступления. Премьера «Неправильных элементов» состоялась во внеконкурсной программе Каннского кинофестиваля.
Также Джонатан был членом жюри двух кинофестивалей: Послание к человеку в 2016-м и кинофестиваля Лиссабона и Синтры в 2018 году.
За два дня до начала вторжения России на Украину закончил рукопись книги о Бабьем Яре. В ноябре 2022 года Литтелл вернулся к тексту, чтобы переписать его в соответствии с новой реальностью. В результате историческое и социологическое исследование Холокоста перемежается с документацией современных военных преступлений. Книга «Неудобное место» (фр. Un endroit inconvénient) дополненная фотографиями Антуана дʼАгата вышла в октябре 2023 года. 

## Признание
За роман «Благоволительницы» автор получил Гонкуровскую премию и Большую премию Французской Академии (обе — 2006). Популярный французский журнал Lire («Чтение») назвал роман лучшей книгой 2006 года. До конца 2007 года книга была распродана во Франции в количестве 700 тыс. экземпляров. После публикации англоязычного варианта «Благоволительниц» Литтелл получил от британского журнала «Литературное обозрение» премию за худшее изображение секса в литературе.

## Книги
- «Авессалом, Авессалом!» У. Фолкнера

- 1989: Bad Voltage (научно-фантастический роман в стиле киберпанк, на англ. яз).
- 2006: The Security Organs of the Russian Federation — A Brief History 1991—2005 (на англ. яз., электронная версия).
- 2006: Les Bienveillantes. Paris, Gallimard. («Благоволительницы», пер. И. Мельниковой. — М.: Ad Marginem, 2011. — 800 с. — ISBN 978-5-91103-095-7.)
- 2008: Études.
- 2008: Le Sec et l’Humide. Paris, Gallimard.
- 2009: Récit sur Rien.
- 2009: Tchétchénie, An III. («Чечня. Год третий», пер. Б. Скуратова. — М.: Ad Marginem, 2012. — 128 с. — ISBN 978-5-91103-122-0.)
- 2010: En Pièces.
- 2010: Triptyque: Trois études sur Francis Bacon.
- 2012: Carnets de Homs. («Хомские тетради. Записки о сирийской войне», пер. Н. Чесноковой. — М.: Ad Marginem, 2013. — 248 с. — ISBN 978-5-91103-161-9.)
- 2023: Un endroit inconvénient. (Джонатан Литтел, Антуан д'Агата. Неудобное место. — Meduza Publishing, 2024. — 318 с. — ISBN 978-9934-9216-3-6.)

## Фильмы
- 2016: «Неправильные элементы»
- 2019: «Коронация» (короткометражка)